# Дейч Арнольд Генріхович
 Арнольд Генріхович Дейч (оперативний псевдонім — Отто; нар. 1904, Відень — пом. 7 листопада 1942, СРСР) — радянський розвідник-нелегал. Творець глибоко законспірованої «Кембріджської групи» агентів, був одним із перших радянських розвідників, які робили ставку на придбання перспективною агентури. З моменту створення по 1937 рік контролював діяльність Кембриджської п'ятірки в Лондоні.

## Життєпис
Народився у Відні в єврейській родині зі Словаччини, двоюрідний брат великого британського промисловця Отто Дейча. З 1915 року навчався у гімназії, у 1924 році вступив на філософський факультет Віденського університету, паралельно вивчав фізику і хімію. У 1928 році закінчив університет із дипломом доктора філософії і хімії. Володів німецькою, англійською, французькою, італійською, голландською та російською мовами. У 1924 році вступив до лав Комуністичної партії Австрії. У 1928 році вперше побував у Москві. У 1931 році вступив у ВКП(б).
По рекомендації Відділу міжнародних зв'язків Комінтерну був прийнятий на роботу в ІНО ОГПУ. У 1933 році направлений на нелегальну розвідувальну роботу в Париж (псевдонім «Отто»), виконував спеціальні завдання в Бельгії, Голландії, Австрії та Німеччини. У 1934 році переведений у Лондон (псевдонім «Стефан»), метою прикриття вступив на психологічний факультет Лондонського університету. У процесі роботи залучив до співпраці більше 20 агентів, у тому числі всіх членів знаменитої «Кембриджської п'ятірки» (Кім Філбі, Гай Берджес, Джон Кернкросс, Ентоні Блант і Дональд Маклін). У серпні 1935 року його було повернуто до СРСР.
У листопаді знову повернувся до Лондона. З квітня 1936 року працював під керівництвом резидента Теодора Маллі (псевдонім «Манн»). Разом з ним створив глибоко законспіровану «Оксфордської групу» агентів. У 1936 році захистив диплом доктора психології Лондонського університету. У вересні 1937 року повернувся в Москву. У 1938 році Дейч та його дружина отримали радянське громадянство та паспорти на прізвища Ланг Стефана Григоровича і Жозефіни Павлівни. Після початку німецько-радянської війни у листопаді 1941 року разом з групою розвідників був спрямований нелегальним резидентом в Аргентину. Початковий маршрут через Іран, Індію та країни Південно-Східної Азії став небезпечним у зв'язку з війною, що почалася США з Японією, і група повернулася до Москви. Було прийнято рішення плисти через Північну Атлантику. 7 листопада 1942 року радянський нафтовий танкер «Донбас» (капітан Ст. Е. Цильке), на якому знаходився розвідник, був потоплений німецьким ескадреним міноносцем Z27. За свідченням вцілілих очевидців, Дейч начебто загинув, рятуючи життя інших.